# Isolate
| Оценки критиков | Оценки критиков |
| Источник        | Оценка          |
| --------------- | --------------- |
| AllMusic        | ссылка          |
| Metal Storm     | (8.4/10) ссылка |
| Blabbermouth    | ссылка          |

Isolate — второй студийный альбом норвежской прогрессив-метал группы Circus Maximus, выпущенный на лейблах Irond Records, Frontiers Records в 2007 году.
Альбом был выпущен 4 сентября 2007 года на лейблах Irond Records, Frontiers Records. Запись альбома проходила в студиях в студиях CM Studios, Moving Studios и Noisegate Studios. Обложка альбома с отрывками из композиции «Wither» была официально опубликована 29 мая 2007 года на официальном сайте группы. Является первым альбом с участием клавишника Лассе Финбротена, который заменил Эспен Сторо, ушедшего из коллектива в 2005 году. В августе 2007 года занял 70 место в норвежском национальном чарте.

## Список композиций
| №   | Название | Длительность |
| --- | --- | ------------ |
| 1.  | «A Darkened Mind»                                                                                              | 5:33         |
| 2.  | «Abyss» | 5:00         |
| 3.  | «Wither» | 4:46         |
| 4.  | «Sane No More»                                                                                                 | 3:55         |
| 5.  | «Arrival of Love»                                                                                              | 4:10         |
| 6.  | «Zero» | 4:50         |
| 7.  | «Mouth of Madness I. Alone II. The Dream III. The Initiation IV. The Secret V. The Conflict VI. The Awakening» | 12:42        |
| 8.  | «From Childhood's Hour...»                                                                                     | 4:28         |
| 9.  | «Ultimate Sacrifice»                                                                                           | 9:17         |
| 10. | «Silence» (Japanese bonus track)                                                                               | 6:14         |

## Участники записи
- Михаель Эриксен (норв. Michael Eriksen) — вокал
- Матс Хауген (норв. Mats Haugen) — соло-гитара
- Лассе Финбротен (норв. Lasse Finbråten) — клавишные
- Глен Като Моллен (норв. Glen Cato Møllen) — бас-гитара
- Трулс Хауген (норв. Truls Haugen) — ударные